# Antonije Sunarić
Antonije Sunarić  (Derventa, 18. travnja 1880. – ?), hrvatski je pripovjedač i pjesnik iz BiH.
Podataka o njegovu školovanju i životopisu vrlo je malo. Pisao je pjesme, pripovijetke, eseje i političke članke i objavljivao ih u više listova i časopisa. 
Djela: Preludij (pripovijetke, 1903.), Intermezzo (pjesme, 1905.), Slobodna misao (1907.), Harem. Iz kaljuže velegradskog života (1907.), Na izbore - ekonomsko oslobođenje težaka (1920.), San mojega izgubljenog raja (1934.), Austrougarski ustavni konflikt i južni Slaveni (1939.). 